# Sylvestre de Marsico
Sylvestre de Marsico (ou Sylvestre de Hauteville ; né v. 1100 - mort en 1162) est un baron italo-normand du XIIe siècle, membre de la Maison de Hauteville.

## Biographie
Né autour de l'an 1100, Sylvestre est le fils du comte Godefroi de Raguse, l'un des fils de Roger de Hauteville, 1er comte normand de Sicile. Il succède à son frère aîné Barthélémy, mort sans postérité, à la tête du comté de Raguse en Sicile avant d'être nommé comte de Marsico en Italie méridionale par le roi Roger II de Sicile, pour le remercier de sa fidélité contre les barons hostiles au roi. Sylvestre de Marsico intervient par la suite lors des troubles du début des années 1160, lorsque le royaume de Sicile est secoué par une grave révolte de barons qui ont fait assassiner l'« Émir des Émirs » Maion de Bari, le personnage le plus puissant du royaume après le roi Guillaume II de Sicile. Lors des troubles suivant cet assassinat, Sylvestre de Marsico a peut-être été l'un des complices de Mattéo Bonello, meurtrier de Maion (novembre 1160). Toujours est-il qu'il s'empare des biens de ce dernier peu de temps après.
Lorsque le roi Guillaume reprend le contrôle de son royaume, il remplace en 1161 le défunt Maion par un triumvirat composé de Sylvestre de Marsico, de Henri Aristippe et de Richard Palmer, un Anglo-Normand devenu archidiacre de Syracuse.
Sylvestre de Marsico meurt peu après, en 1162.
Il a un enfant connu, une fille prénommée Mathilde.

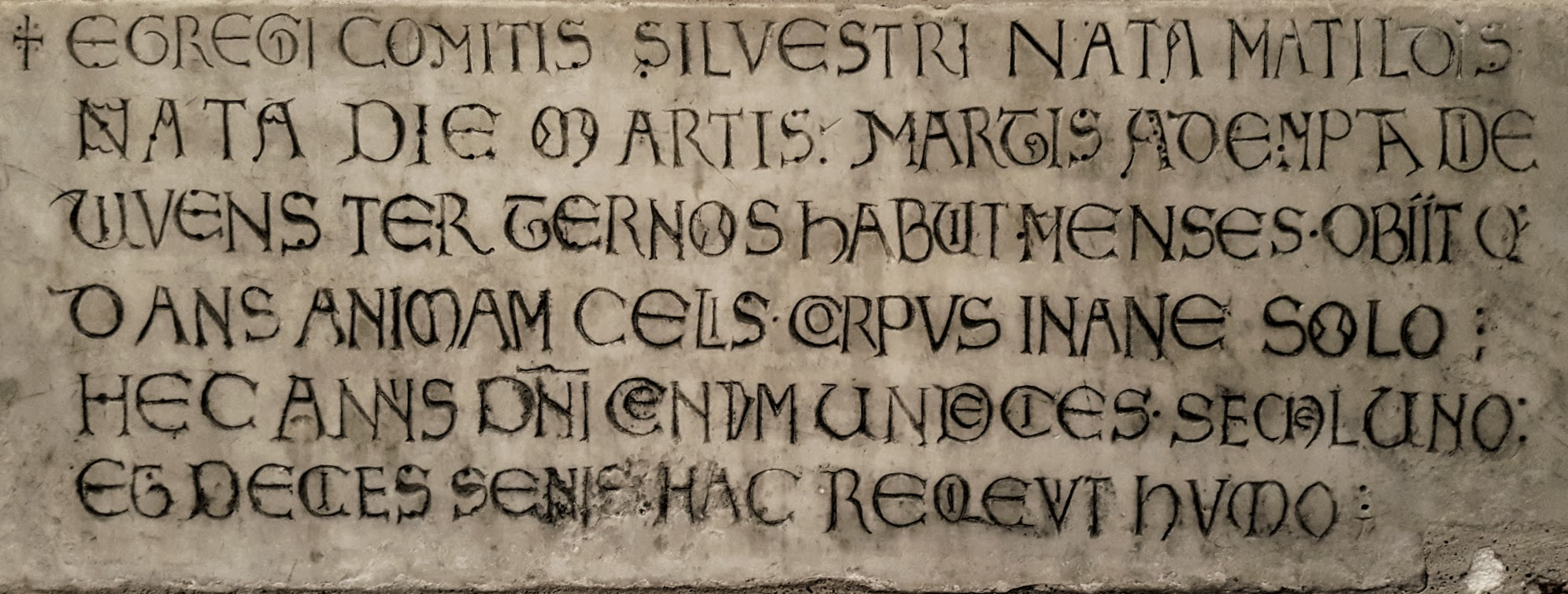
Epitaphe de Mathilde, fille de Sylvestre de Marsico, dans l'Église San Cataldo de Palerme.EGREGII COMITIS SILVESTRI NATA MATILDIS: Du remarquable comte Sylvestre est née Mathilde

## Sources
- Romuald de Salerne ;
- Hugues Falcand, Histoire des Tyrans de Sicile (1154-1169).